# Hump de Bump
Hump de Bump è una canzone dei Red Hot Chili Peppers. Fa parte del loro nono album in studio, Stadium Arcadium (2006).

## La canzone
Mentre il resto dell'album si rifà a sonorità più melodiche, Hump de Bump è più funkeggiante e ricorda molto la vecchia American Ghost Dance, soprattutto nel giro di basso. C'è anche una parentesi percussionistica, simile a quella di Breaking the Girl, e Flea suona basso e tromba. In alcuni concerti recenti, Marcel Rodríguez-López vi ha suonato i bongos.
Il cantante Anthony Kiedis ha riferito che in origine s'intitolava 40 Detectives, da un verso iniziale, che dice "40 detectives this week". Il titolo è stato successivamente cambiato in Hump de Bump.
Sulla pubblicazione della canzone come singolo, per l'inizio del 2007, i Red Hot hanno detto: "Ci piace anche il fatto che abbiamo in mente un video per "Hump de Bump", che sarà diretto da una persona che davvero ammiriamo e rispettiamo: il genio comico Chris Rock.".
Inizialmente il singolo era stato pubblicato solo per il mercato australiano e americano ma successivamente, dopo aver constatato un discreto successo del video sulla rete, il gruppo ha deciso di pubblicarlo anche per il mercato mondiale.

## Il video
Il video ritrae Kiedis, Flea, Smith e Frusciante in un quartiere popolare americano durante un party dove questi fanno varie cose tra cui suonare in mezzo a una parata, farsi massaggiare da avvenenti ragazze nere e saltare su dei materassi. Curiosa la sequenza in cui i membri del gruppo si scambiano gli strumenti, quindi succede che Kiedis suona la chitarra, Flea la batteria, Chad Smith il basso e Frusciante canta. 
Il video è stato diretto da Chris Rock e girato sul set di Tutti odiano Chris, il regista ha dichiarato che ha accettato di dirigere il video solo se "Loro fossero stati gli unici bianchi del video".
Il video si può vedere qui.